# Pisarzowice (Gliwice)
Pour les articles homonymes, voir Pisarzowice.
Pisarzowice est une localité polonaise de la gmina de Toszek, située dans le powiat de Gliwice en voïvodie de Silésie.